# Exarchat archiépiscopal
Un exarchat archiépiscopal est une église particulière de l'Église catholique.
Il s'agit d'un exarchat qui relève directement de l'archevêque majeur d'une des Églises catholiques orientales.

## Liste des exarchats archiépiscopaux
Depuisl 2014, l'Église catholique compte cinq exarchats archiépiscopaux :
- l'exarchat archiépiscopal de Donets'k[A 1],[B 1] ;
- l'exarchat archiépiscopal de Kharkiv[A 2],[B 2] ;
- l'exarchat archiépiscopal de Lutsk[A 3],[B 3] ;
- l'exarchat archiépiscopal de Crimée[A 4],[B 4] ;
- l'exarchat archiépiscopal d'Odessa[A 5],[B 5].